# Lai Hộ Nhi
Lai Hộ Nhi (chữ Hán: 来护儿; thế kỷ VI - năm 618) người Giang Đô, tự là Sùng Thiện, là võ tướng triều Tùy.

## Cuộc đời
Ông là con trai của Lai Pháp Mẫn, huyện lệnh Hải Lăng thời Nam Trần, cháu mười tám đời của Lai Hấp Trung lang tướng thời Đông Hán. Tuổi nhỏ cô nhi, do bá mẫu Ngô thị nuôi dưỡng thành người. Khi đọc « Kinh Thi », đến đoạn "Kích cổ kỳ thang, dũng dược dụng binh", "Cao cừu báo sức, khổng vũ hữu lực" đã cảm thán "Đại trượng phu trên đời nên làm như thế. Quyết vì nước diệt giặc lấy lấy công danh, sao có thể chỉ là khư khư bên mẹ!"
Khi Hộ Nhi lớn lên, giết chết con của Đào Vũ (kẻ thù giết bá phụ ông trong loạn Hầu Cảnh) báo thù, đem thủ cấp tế trước mộ bá phụ. Sau ở tại thôn Bạch Thổ bên bờ Trường Giang. Năm 581, Hạ Nhược Bật đóng quân Quảng Lăng, dùng Lai Hộ Nhi làm gián điệp, bởi vì có công đảm nhiệm Đại đô đốc. Năm 588, triều Tùy đánh Trần, Lai Hộ Nhi có công tiến vị Thượng khai phủ. Năm 590, có loạn Cao Trí Tuệ, Lai Hộ Nhi đi theo Dương Tố đến Chiết Giang tiến đánh Cao Trí Tuệ. Cao Trí Tuệ bày trận ven bờ, kéo dài trăm dặm cố thủ. Lai Hộ Nhi suất đội cảm tử mấy trăm người lên bờ, trực tiếp tập kích trận địa địch, kích phá đi. Cao Trí Tuệ trốn ra biển, Lai Hộ Nhi truy kích đến Tuyền Châu. Được phong đại tướng quân, đảm nhiệm Tuyền Châu thứ sử. Dư đảng Cao Trí Tuệ là Thịnh Đạo Diên xâm phạm biên giới châu huyện, Lai Hộ Nhi tiến đánh, đại phá. Theo Bồ Sơn Công Lý Khoan đại phá Uông Văn Tiến ở Y Châu, Hấp Châu, tiến phong Trụ quốc. Năm 603, đảm nhiệm Doanh Châu thứ sử, ban thưởng tước vị Hoàng huyện công, thụ ấp ba ngàn hộ, tăng thêm Trụ quốc, đảm nhiệm Hữu ngự vệ tướng quân.
Tùy Dạng đế lên ngôi, Lai Hộ Nhi đảm nhiệm Hữu kiêu vệ đại tương quân, được chính Hoàng đế bổ nhiệm. Năm 610, Dương đế tuần du Giang Đô, Lai Hộ Nhi đi theo, được ban thưởng ngàn thớt vải cùng trâu rượu. Lai Hộ Nhi tế mộ tiên tổ, cùng phụ lão yến hội, có thể nói áo gấm về quê. Mấy năm sau, chuyển nhiệm Hữu dực vệ đại tương quân. Năm 612, lần thứ nhất viễn chinh Cao Câu Ly, Lai Hộ Nhi đảm nhiệm Bình Nhưỡng đạo Hành quân tổng quản, suất lâu thuyền theo Đông Lai qua Hoàng Hải, đổ bộ tại Phối Thủy (nay là sông Đại Đồng) cách Bình Nhưỡng sáu mươi dặm. Kích phá quân đội của Cao Kiến em Cao Câu Ly vương Cao Nguyên, tới gần dưới thành Bình Nhưỡng. Được tin quân Tùy do Vũ Văn Thuật suất lĩnh bại trận, rút quân trở lại. Năm 613, lần thứ hai viễn chinh Cao Câu Ly, Lai Hộ Nhi suất quân lại qua Đông Lai, Dương Huyền Cảm tại Lê Dương nổi loạn, ông cùng Vũ Văn Thuật rút quân về thảo phạt. Được phong Vinh Quốc công, thụ ấp hai ngàn hộ. Năm 614, lần thứ ba viễn chinh Cao Câu Ly, Lai Hộ Nhi suất quân vượt biển, đổ bộ tại Tất Xa thành (Ti Sa Thành) trên Liêu Đông bán đảo, kích phá quân Cao Câu Ly, chém đầu ngàn người. Cao Câu Ly vương Cao Nguyên đem phản thần triều Tùy triều là Hộc Tư Chính đến dưới thành Liêu Đông, biểu thị nguyện ý hàng phục. Dương đế cho phép, mệnh Lai Hộ Nhi rút quân. Lai Hộ Nhi bất chấp mệnh lệnh, muốn tiếp tục chinh chiến, nhưng trưởng sử Thôi Quân Túc phản đối, chư tướng cũng đồng ý rút quân, cuối cùng vẫn là rút lui. Năm 617, tiến Tả dực vệ đại tướng quân, Khai phủ nghi đồng tam ti. Năm 618, Vũ Văn Hóa Cập tại Giang Đô phát động chính biến, Lai Hộ Nhi cùng Dương đế cùng bị sát hại.

## Gia đình
Lai Hộ Nhi có 12 người con.
- Con trai cả Lai Giai, nhờ công của cha, được phong Tán kỵ lang, Triêu tán đại phu.
- Lai Uyên[1]
- Con thứ năm Lai Hoằng, được phong Quả nghị lang tướng, Kim tử quang lộc đại phu
- Con thứ sáu Lai Chỉnh, có tiếng dũng mãnh, được phong Vũ bí lang tướng, Hữu quang lộc đại phu
- Con nhỏ Lai Hằng, Lai Tế may mắn thoát nạn trong loạn Vũ Văn Hóa Cập, về sau trở thành tể tướng triều Đường. Lai Hộ Nhi có một hậu nhân về sau làm tăng ở chùa Trường Sinh, hiệu là Bản Trí.

## Thông tin tiểu sử
- Tùy thư, quyển 64, liệt truyện 29
- Bắc sử, quyển 76, liệt truyện 64